# Barbara av Österrike
Barbara av Österrike, född 1539, död 1572, var hertiginna av Modena, gift med hertig Alfonso II av Modena.

## Biografi

### Tidigt liv
Hon var dotter till Ferdinand I (tysk-romersk kejsare) och Anna av Böhmen och Ungern.
Efter hennes mors död 1547 placerade hennes far alla sina ogifta döttrar till nunnornas vård i klostret i Innsbruck fram till att politiska äktenskap kunde arrangeras för dem. Barbara fick en uppfostran med fokus på katolicism och religiös välgörenhet. 

### Giftermål
Äktenskapet föreslogs först 1560. Kejsaren såg gärna ett tillfälle att minska det traditionella franska inflytandet i Ferrara genom en äktenskapsallians. För att undvika att alliansen väckte konflikt med Toscana, föreslogs samtidigt ett äktenskap mellan Barbaras syster Johanna och en medlem av släkten Medici av Toscana. Barbara och Johanna lämnade Österrike tillsammans för att resa till sina bröllop i Italien i juli 1565. 

### Hertiginna av Modena
Den 1 december 1565 anlände Barbara till Ferrara och den 5 december var hon gift med Alfonso II, hertig av Ferrara, Modena och Reggio. Bröllopsfirandet, under vilket "kärlekens tempel" byggdes och en storslagen turnering ägde rum, varade till den 9 december. Hon tillägnades sonetter av Torquato Tasso.
Förhållandet mellan Barbara och Alfonso blev barnlöst men lyckligt. När Alfonso II ett år efter bröllopet, deltog i kriget mot de osmanska turkarna, beskrivs Barbara uppriktigt orolig för honom. Hon hade en jesuit som biktfader, och gynnade och beskyddade jesuiterna i Modena. Trots sin strikta katolicism upprätthöll hon även ett gott förhållande till sin kalvinistiska svärmor. 
Barbara blev populär i Modena tack vare den välgörenhet och de goda gärningar hon utövade bland allmänheten. Efter de förödande jordbävningarna 1570 och 1571 grundade hon för egna pengar Conservatore delle orfane di Santa Barbara för flickor som blivit föräldralösa. 

### Död
Hon hade redan året efter bröllopet börjat bli sjuk, och då hon under perioden mellan jordbävningarna var tvungen att bo i ett tält, vilket förvärrade hennes hälsoproblem. 
Barbara avled i tuberkulos.  